# Ludvik Endre
Ludvik Endre, Ludwik (Tapolynémetfalu, 1843. szeptember 4. – Budapest, 1916. július 7.) orvos-sebész doktor, kórházigazgató.

## Élete
Ludvik Endre és Hanek Klementina fia. Gimnáziumi tanulmányait az eperjesi katolikus főgimnáziumban végezte. 1862-ben a pesti egyetem orvosi fakultására iratkozott be; 1866-67-ben a klinikai tantárgyakat a bécsi egyetemen hallgatta. 1868-ban az orvos-sebész doktori oklevelet a pesti egyetemen nyerte el és két évig Kovács-Sebestyén Endre Szent Rókus közkórház sebészi osztályán mint gyakornok, 1869-71-ben mint Temes vármegye főorvosa működött. 1872-ben mint gyakorló orvos Budapesten telepedett le; itt 1873-ban a Szent Rókus közkórház sebészi osztályának főorvosává választották; 1885-ben pedig ugyane kórház igazgatói teendőivel bízták meg. 1894-től a déli vasutak egészségügyi főnöke volt. Az 1880-as évek elején a budapesti királyi orvosegyesületben és az 1893-ban keletkezett közkórházi orvostársulat tudományos működésében élénk részt vett. Neje Steden Ilona volt.
Írt több cikket a sebészi casuistika köréből a budapesti és bécsi szaklapokba.

## Munkája
- A székesfővárosi Dunajobbparti közkórházak. Ismerteti ... Budapest, 1898. (Egy elrendezési és nyolcz alaprajzzal.)